# ويسترلي صن
وسترلي صن هي صحيفة يوميَّة تنشر في وسترلي، رود آيلاند، الولايات المتحدة، تغطي أجزاء من مقاطعة واشنطن ، رود آيلاند، ومقاطعة نيو لندن، كونيتيكت. تصدر ويسترلي صن صباح كل يوم على مَدار الأسبوع. حتى عام 1995، نشرت طبعة يوم الأحد في فترة ما بعد الظهر، وكانت الورقة الوحيدة التي فعلت ذلك في ذلك الوقت.

## مَراجِع
1. 1 2 3  مذكور في: بوابة الرقم الدولي الموحد للدوريات. الرَّقم التَّسلسليُّ المِعياريُّ الدَّوليُّ (ISSN): 1065-1209. الناشر: ISSN International Centre. لغة العمل أو لغة الاسم: الإنجليزية.
2. ↑  Baker, Frank (2 April 1995). This fall, it will combine its Saturday/Sunday editions to a special "Weekend Edition" delivered on Saturday mornings, and it will switch from newspaper carrier to mail delivery.Sun Sets on Unique Sunday Newspaper Journalism, لوس أنجلوس تايمز, Retrieved November 2, 2010 نسخة محفوظة 4 نوفمبر 2012 على موقع واي باك مشين.